# Communauté d'agglomération Saumur Val de Loire
La communauté d'agglomération Saumur Val de Loire est une communauté d'agglomération française du Val de Loire, située dans le département de Maine-et-Loire et la région Pays de la Loire.

## Historique
Elle naît, le 1er janvier 2017, de la fusion de la communauté d'agglomération de Saumur Loire Développement et des communautés de communes de la région de Doué-la-Fontaine, du Gennois et Loire Longué, telle que l'avait envisagée le schéma départemental de coopération intercommunale de Maine-et-Loire, approuvé le 22 janvier 2016 par la commission départementale de coopération intercommunale.
Elle succède également au syndicat mixte du Grand Saumurois créé le 1er janvier 2014, par la fusion du syndicat mixte du Pays Saumurois et du syndicat mixte du schéma directeur du Grand Saumurois. Partageant le même territoire, la nouvelle agglomération provoque en effet la dissolution du syndicat mixte.
Le 1er janvier 2018, les communes de Gennes-Val de Loire, Les Rosiers-sur-Loire et Saint-Martin-de-la-Place fusionnent pour constituer la commune nouvelle de Gennes-Val-de-Loire.
Le 1er janvier 2019, les communes de Brézé, Chacé et Saint-Cyr-en-Bourg fusionnent pour constituer la commune nouvelle de Bellevigne-les-Châteaux.

## Territoire communautaire

### Géographie
Située à l'est du département de Maine-et-Loire, dans le Baugeois et le Saumurois, de part et d'autre de la Loire, la communauté d'agglomération Saumur Val de Loire regroupe 45 communes et présente une superficie de 1 233,7 km2.

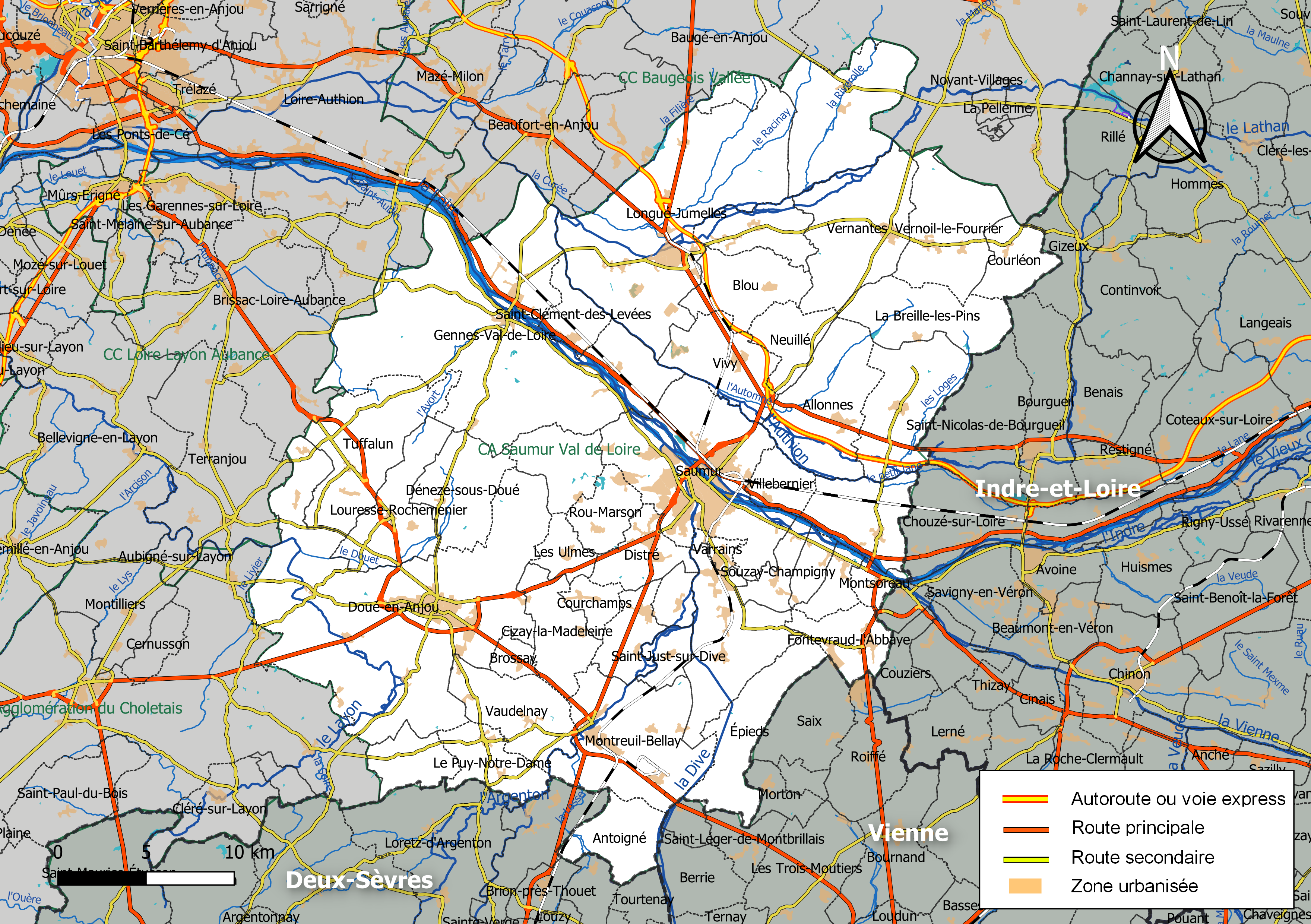
Carte de la communauté d'agglomération Saumur Val de Loire au 1er janvier 2019.

### Composition

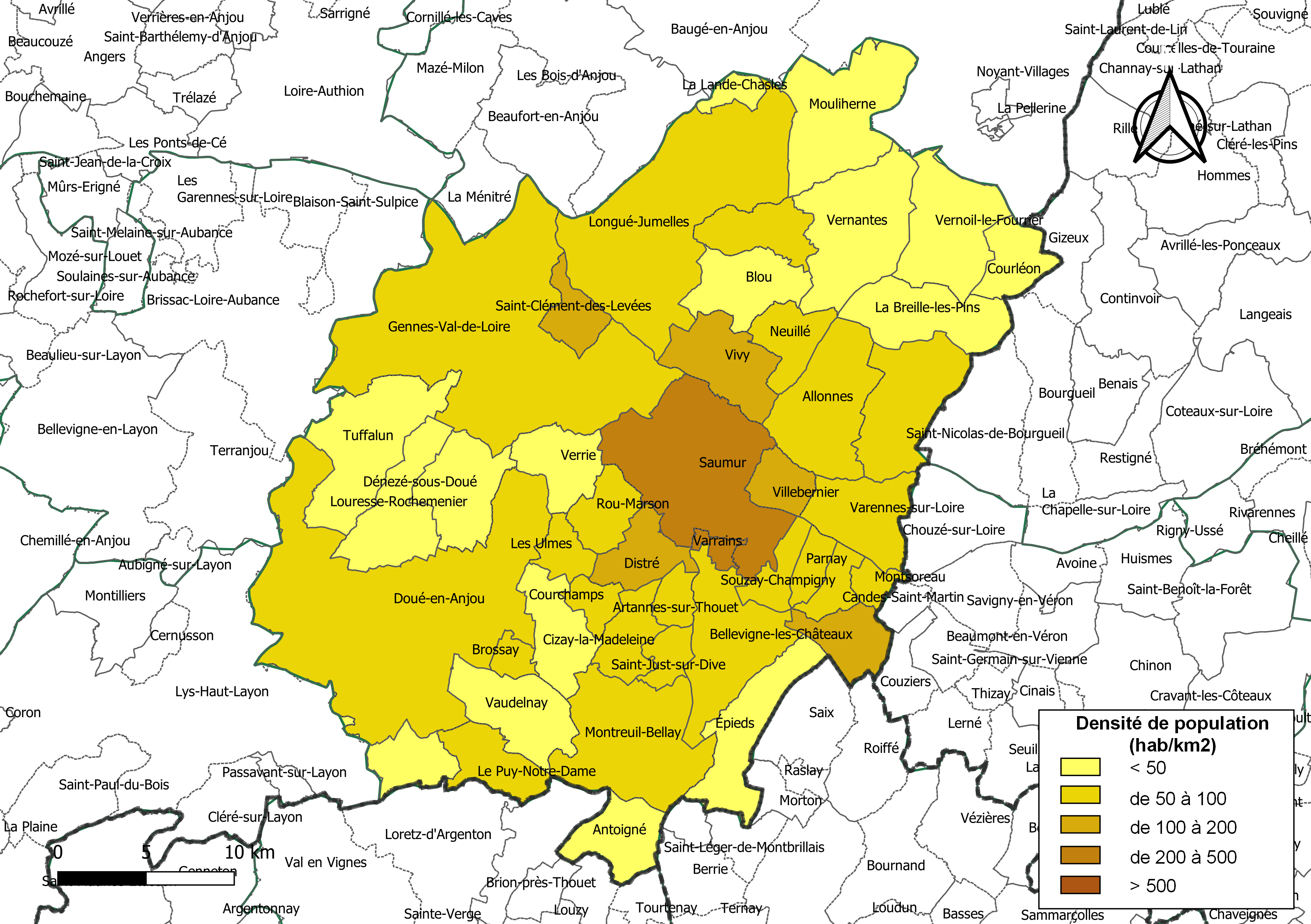
Carte des densités de population (millésimée 2016) des communes de la communauté d'agglomération Saumur Val de Loire. Composition en communes au 1er janvier 2019.

La communauté d'agglomération est composée des 45 communes suivantes :

| Nom                      | Code Insee | Gentilé             | Superficie (km2) | Population (dernière pop. légale) | Densité (hab./km2) |
| ------------------------ | ---------- | ------------------- | ---------------- | --------------------------------- | ------------------ |
| Saumur (siège)           | 49328      | Saumurois           | 66,25            | 26 074 (2022)                     | 394                |
| Allonnes                 | 49002      | Allonnais           | 36,33            | 2 925 (2022)                      | 81                 |
| Antoigné                 | 49009      | Antoignéens         | 17,87            | 450 (2022)                        | 25                 |
| Artannes-sur-Thouet      | 49011      | Artannais           | 6,61             | 410 (2022)                        | 62                 |
| Bellevigne-les-Châteaux  | 49060      |                     | 35,1             | 3 450 (2022)                      | 98                 |
| Blou                     | 49030      | Blosiens            | 21,46            | 938 (2022)                        | 44                 |
| Brain-sur-Allonnes       | 49041      | Brainois            | 33,32            | 2 078 (2022)                      | 62                 |
| La Breille-les-Pins      | 49045      | Breillois           | 27,57            | 617 (2022)                        | 22                 |
| Brossay                  | 49053      | Brossayens          | 4,79             | 348 (2022)                        | 73                 |
| Cizay-la-Madeleine       | 49100      | Cizéens             | 19,29            | 473 (2022)                        | 25                 |
| Le Coudray-Macouard      | 49112      | Coudraisiens        | 13,4             | 935 (2022)                        | 70                 |
| Courchamps               | 49113      | Courchampois        | 6,99             | 530 (2022)                        | 76                 |
| Courléon                 | 49114      | Courléonais         | 13,77            | 140 (2022)                        | 10                 |
| Dénezé-sous-Doué         | 49121      | Denezéens           | 23,77            | 442 (2022)                        | 19                 |
| Distré                   | 49123      | Distréens           | 14,72            | 1 812 (2022)                      | 123                |
| Doué-en-Anjou            | 49125      |                     | 148,55           | 11 227 (2022)                     | 76                 |
| Épieds                   | 49131      | Épiedois            | 26,99            | 719 (2022)                        | 27                 |
| Fontevraud-l'Abbaye      | 49140      | Fontevristes        | 14,82            | 1 477 (2022)                      | 100                |
| Gennes-Val-de-Loire      | 49261      |                     | 144,94           | 8 452 (2022)                      | 58                 |
| La Lande-Chasles         | 49171      | Karolandais         | 5,17             | 119 (2022)                        | 23                 |
| Longué-Jumelles          | 49180      | Longuéens-Jumellois | 96,2             | 6 583 (2022)                      | 68                 |
| Louresse-Rochemenier     | 49182      | Louressiens         | 25,82            | 895 (2022)                        | 35                 |
| Montreuil-Bellay         | 49215      | Montreuillais       | 48,96            | 3 716 (2022)                      | 76                 |
| Montsoreau               | 49219      | Montsoreliens       | 5,19             | 416 (2022)                        | 80                 |
| Mouliherne               | 49221      | Moulihernais        | 40,79            | 800 (2022)                        | 20                 |
| Neuillé                  | 49224      | Neuilléens          | 13,56            | 1 011 (2022)                      | 75                 |
| Parnay                   | 49235      | Parnaisien          | 6,54             | 377 (2022)                        | 58                 |
| Le Puy-Notre-Dame        | 49253      | Penots              | 16,04            | 1 089 (2022)                      | 68                 |
| Rou-Marson               | 49262      | Roumarsonnais       | 12,66            | 644 (2022)                        | 51                 |
| Saint-Clément-des-Levées | 49272      | Saint-Clémentais    | 10,22            | 1 127 (2022)                      | 110                |
| Saint-Just-sur-Dive      | 49291      | Saint-Justins       | 7,24             | 386 (2022)                        | 53                 |
| Saint-Macaire-du-Bois    | 49302      | Saint-Macairois     | 13,06            | 442 (2022)                        | 34                 |
| Saint-Philbert-du-Peuple | 49311      | Philbertais         | 16,38            | 1 319 (2022)                      | 81                 |
| Souzay-Champigny         | 49341      | Souzéens            | 8,92             | 691 (2022)                        | 77                 |
| Tuffalun                 | 49003      |                     | 39,42            | 1 734 (2022)                      | 44                 |
| Turquant                 | 49358      | Turquantois         | 7,86             | 569 (2022)                        | 72                 |
| Les Ulmes                | 49359      | Ulmois              | 8,1              | 553 (2022)                        | 68                 |
| Varennes-sur-Loire       | 49361      | Varennais           | 22,66            | 1 924 (2022)                      | 85                 |
| Varrains                 | 49362      | Varrinois           | 3,4              | 1 282 (2022)                      | 377                |
| Vaudelnay                | 49364      | Valdenaisiens       | 25,48            | 1 122 (2022)                      | 44                 |
| Vernantes                | 49368      | Vernantais          | 40,77            | 2 006 (2022)                      | 49                 |
| Vernoil-le-Fourrier      | 49369      | Vernoilais          | 33,1             | 1 330 (2022)                      | 40                 |
| Verrie                   | 49370      | Verrinois           | 16,49            | 459 (2022)                        | 28                 |
| Villebernier             | 49374      | Villebernois        | 9,91             | 1 462 (2022)                      | 148                |
| Vivy                     | 49378      | Vétusiens           | 23,17            | 2 599 (2022)                      | 112                |

### Démographie
| 1968   | 1975   | 1982   | 1990   | 1999   | 2006   | 2011   | 2016   | 2022   |
| ------ | ------ | ------ | ------ | ------ | ------ | ------ | ------ | ------ |
| 90 303 | 92 204 | 95 207 | 95 852 | 96 268 | 98 102 | 99 850 | 99 961 | 98 152 |

## Administration

Logo provisoire adopté par la Communauté d'agglomération après sa création.

### Siège
Le siège de la communauté de communes est situé à Saumur.

### Les élus
Le conseil communautaire de la communauté d'agglomération Saumur Val de Loire se compose de 81 membres représentant chacune des communes membres et élus pour une durée de six ans.
Ils sont répartis comme suit :
| Nombre de conseillers | Communes                                            |
| --------------------- | --------------------------------------------------- |
| 19                    | Saumur                                              |
| 8                     | Doué-en-Anjou                                       |
| 6                     | Gennes-Val-de-Loire                                 |
| 4                     | Longué-Jumelles                                     |
| 2                     | Allonnes, Bellevigne-les-Châteaux, Montreuil-Bellay |
| 1 (+ 1 suppléant)     | les autres communes                                 |

### Présidence
| Période                                  | Période         | Identité             | Étiquette | Qualité                                                               |
| ---------------------------------------- | --------------- | -------------------- | --------- | --------------------------------------------------------------------- |
| 12 janvier 2017                          | 16 juillet 2020 | Jean-Michel Marchand | PRG       | maire de Saumur (2014 → 2017), conseiller municipal délégué de Saumur |
| 16 juillet 2020                          | En cours        | Jackie Goulet        | DVG       | maire de Saumur (2017 →)                                              |
| Les données manquantes sont à compléter. |                 |                      |           |                                                                       |

### Compétences
Les compétences de la communauté  d'agglomération ont été définies par l'article 4 des statuts.
Cet établissement public de coopération intercommunale intervient dans plusieurs domaines :
Compétences obligatoires :
- le développement économique,
- l'aménagement de l’espace communautaire, dont transport public,
- l'équilibre social de l’habitat,
- la politique de la ville.

Compétences facultatives et optionnelles :
- l'eau et l'assainissement,
- l'élimination et la valorisation des déchets des ménages,
- la protection et la mise en valeur de l’environnement et du cadre de vie,
- la lutte contre la pollution de l’air et les nuisances sonores,
- la création ou l'aménagement et l'entretien de voirie d’intérêt communautaire,
- la construction, l'aménagement, l'entretien et la gestion d’équipements culturels et sportifs d’intérêt communautaire,
- le service de secours et de lutte contre l’incendie,
- la gestion de parcs de stationnement d’intérêt communautaire.

Plusieurs structures dépendent en totalité ou en partie de l’intercommunalité : l'agence de développement du Saumurois (ADS), association créée en 2000 par Saumur Agglo et la CCI de Maine-et-Loire, la maison de la création et de la transmission d'entreprises, dispositif interpartenarial tourné vers la création et la reprise d'entreprises, la maison de l'emploi Saumur Loire vallées d'Anjou, association tournée vers l’emploi et l'insertion professionnelle, etc.

### Régime fiscal et budget
Le régime fiscal de la communauté d'agglomération est la fiscalité professionnelle unique (FPU).